# Хорремшехр
Хорремшехр (перс. خرمشهر — Xorramšahr, араб. المُحمرة — al-Muḥammarah) — портове місто на річці Шатт-ель-Араб в Ірані. Розташоване у провінції Хузестан на південному-заході країни, приблизно за 10 км на північ  від Абадана. Населення, за різними даними, становить 338 922 осіб (2006 рік) або 624 321 чол. (2005 рік). В місті є суднобудівна, нафтопереробна, шкіряна промисловість.

## Історія

### Шахський Іран
В X столітті вассальный емір Фана-Хосров (перс.: فنا خسرو), більш відомий під арабським ім'ям Абуд аль-Даул (арабс.: عضد الدولة, 936 – 983), наказав вирити судноплавний канал, що з'єднав річку Карун з Шатт-ель-Арабом. Канал, який отримав ім'я Хафар, дожив до наших днів. За старим руслом  річки Каруна, яка несе свої води прямо в Перську затоку, закріпилася назва Бахманшир.
Місто Мохаммера (сучасний Хорремшехр) було засновано у 1812 році, в гирлі Хафара, шейхом Юсуфом бін-Мардо Аль-Каабі (іранським арабом з племені Бану-Кааби), чиї нащадки правили на правах автономії аж до 1930-х років. Місто мало арабську назву Мохаммера (Кут-аль-Мохамарра) до 1924 -1925 років, коли шах Реза Пехлеві перейменував  в Хорремшехр.
У 1819 році шейх Юсуф бін-Мардо Аль-Каабі помер. Наступний шейх Джабир Аль-Кааби-хан бин-Мардо володів містом до 1881 року. Перед смертю він призначив своїм  наступником  старшого сина — шейха Мазал-хана ібн-Джабір ( Муаз-ос-Султані). Його молодший брат — шейх Хазал-хан ібн-Джабір,  (Сардар-Нішан-е-Агдаз) - організував змову проти брата. Після вбивства брата влада перейшла до його рук. У квітні 1898 року Хазал був затверджений еміром у Тегерані. У 1899 рокові Хазал захопив поблизу  Мохаммере місто Ховейзу. До початку XX віку Хазал справно платив центральній владі податки. В 1902 році  контролював всі митні збори в Арабістані (як тоді називався Хузестан) і отримав право самостійно призначати чиновників у провінціях свого емірату. З початку XX віку Хазал, підписав з британцями договір, котрий визнав його еміром. У 1908 році на околицях Мохаммери були відкриті великі родовища нафти. Після утворення  у 1909 рокові Англо-перської нафтової компанії, Хазал став  ще більше орієнтуватися на британці. За те що британці  продавали ханові гвинтівки  дозволив господарювати у його володіннях і також тримав при собі  їх радників, чому центральна перська влада не могла перешкодити; у підсумку всі  нафтові родовища опинилися під контролем  англійців.

У 1913-1914 рр. в Мохаммері працювала міжнародна комісія з Турецько-перського розмежування.  Комісія була чотиристоронньою: російсько-британсько-турецько-перською.  Британським комісаром був призначений дипломатичний чиновник зі слов'янським прізвищем Вратислав, а його помічником - капітан Вільсон ...
|  | За умовами розмежувальної акту, вся водна смуга нижньої течії Шатт-ель-Араб а визнана турецьким володінням, за винятком деяких островів і «Порта Мохаммери», тобто річкової акваторії вгору і вниз по річці і до впадіння в неї річки [ [Карун (річка)\|Карун]] (приблизно між островом Агават і пунктом Тувеїджат). Ця частина кордону була швидко визначена шляхом двох виїздів комісії по річці, спершу на турецькій канонерці «Мармарис», а потім на маленькому перському пароплаві. Було узгоджено і пункт на лівому березі каналу Хайєн (одна з лівих притоків Шатт-ель-Араба), звідки д. Б. початися сухопутний кордон по безводній пустелі в тилу Мохаммери. |

— писав російський комісар, відомий східнознавець У. Ф. Мінорський.
У 1914 році Хазал підтримав Велику Британію у Першій світовій війні проти Османської імперії; Хузестан служив для британців однією із баз в регіоні,а сформовані еміром батальйони південно-перських стрільців (South Persia Rifles) билися проти турків у складі британських дивізій. Наприкінці Першої світової війни Мохаммера була окупована турками. У 1917 р. турецькі війська залишили Мохаммеру — і кілька років вона знову перебувала фактично незалежним містом-державою. У 1920 році Хазал ввів власний прапор.
До початку 1920-х років британська присутність в регіоні почало слабшати, чим скористалися центральна влада. У листопаді 1923 року Хазал погодився  регулярно виплачувати податки, - однак, у вересні 1924 року у Тегерані   він був  оголошений зрадником за  договір з британцями 1903 року. 19 квітня 1925 року, попри запевнення аль-Кабі про прийняття будь-яких умов, перська армія вторглася в Арабістан і зайняла його за кілька тижнів. Територія була офіційно перейменована в Хузестан, емір був зміщений, а на чолі став губернатор.  Хазал аль-Каабі арештований і доставлений в Тегеран, де його змусили публічно відректися від престолу на користь свого сина і засудити свій договір з британцями, а також всі васальні договори, які укладені  ним з іншими мусульманськими правителями, після чого поміщений під домашній арешт в перській столиці.Арешт тривав одинадцять років, до кінця його життя. Губернатором Хорремшехра був  призначений Фадлалла-хан-Західі.
У Хорремшехрі відбувається дія роману Жерара де Вільє «САС проти ЦРУ» (SAS contre CIA, 1965).

### Ірано-іракська війна
У вересні 1980 року почалася війна між Іраком і Іраном. Хорремшехр як прикордонне місто в перші ж дні війни опинилося в облозі. Місто захищали місцеві ополченці та солдати регулярної армії Ірану. Перші спроби іракських військ взяти місто були відбиті; іракські бронетанкові підрозділи понесли великі втрати в  міських боях. Хорремшехр став місцем довгих і запеклих вуличних боїв, отримавши назву «Іранський Сталінград». Переглянувши свою тактику і підготувавши підрозділи для бою у місті, іракському командуванню вдалося зайняти місто в кінці жовтня, через місяць після початку облоги. Хорремшехр став єдиним великим іранським містом, захопленим Іраком в ході цієї війни. Під час боїв місто було сильно зруйноване. В ході окупації місто пограбували  іракські солдати; за деякими даними, багато іранських жінок, які не встигли покинути місто, були зґвалтовані.
Навесні 1982 року Іран провів серію наступальних операцій під загальною назвою «Єрусалим», завдавши ряд поразок іракським військам. 24 травня 1982 року Хорремшехр був звільнений, що стало одним з найбільших військових успіхів Ірану в ході ірано-іракської війни. У полон було захоплено велику кількість іракських солдатів, причому понад 2000 з них були страчені.